# Монтескальозо
Монтескальо̀зо (на италиански: Montescaglioso, на местен диалект Mònde, Монде) е град и община в Южна Италия, провинция Матера, регион Базиликата. Разположен е на 365 m надморска височина. Населението на общината е 10 092 души (към 2013 г.).